# Pinnotheres sebastianensis
Pinnotheres sebastianensis is een krabbensoort uit de familie van de Pinnotheridae. De wetenschappelijke naam van de soort is voor het eerst geldig gepubliceerd in 1970 door Rodrigues da Costa.